# Liste der Auslandsvertretungen Belgiens

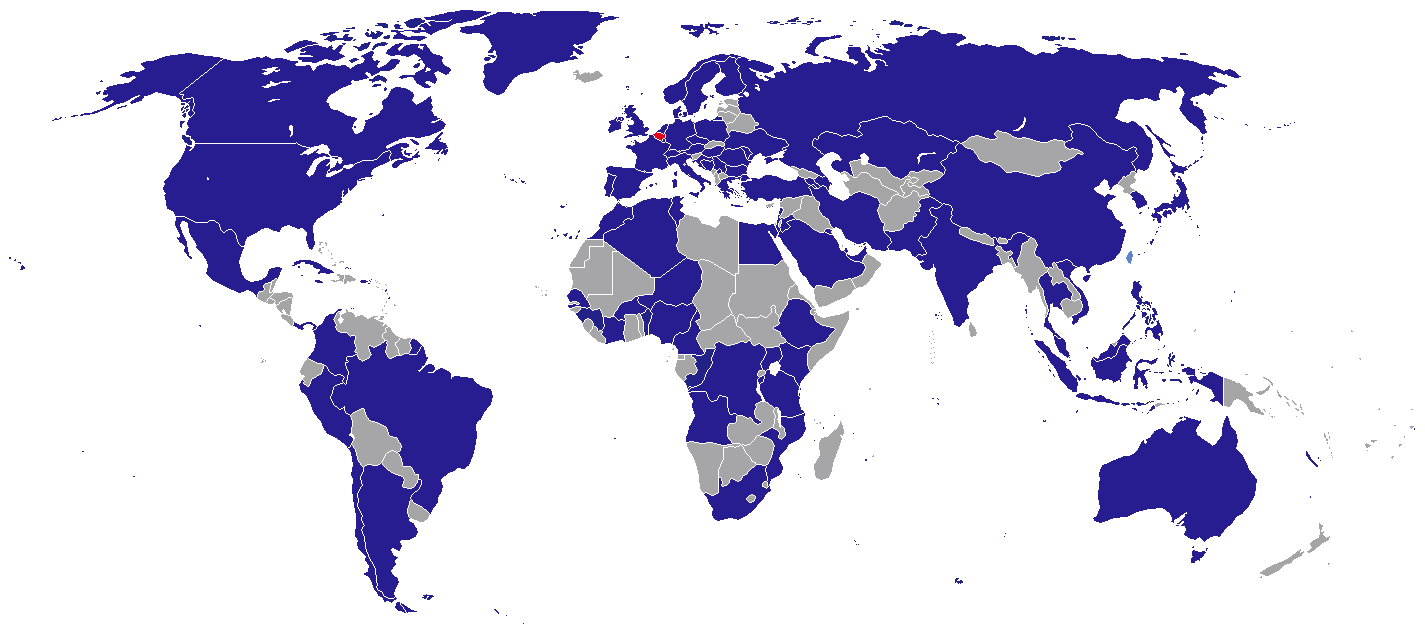
Standorte der diplomatischen Vertretungen Belgiens

Dies ist eine Liste der diplomatischen Vertretungen Belgiens.

## Diplomatische und konsularische Vertretungen

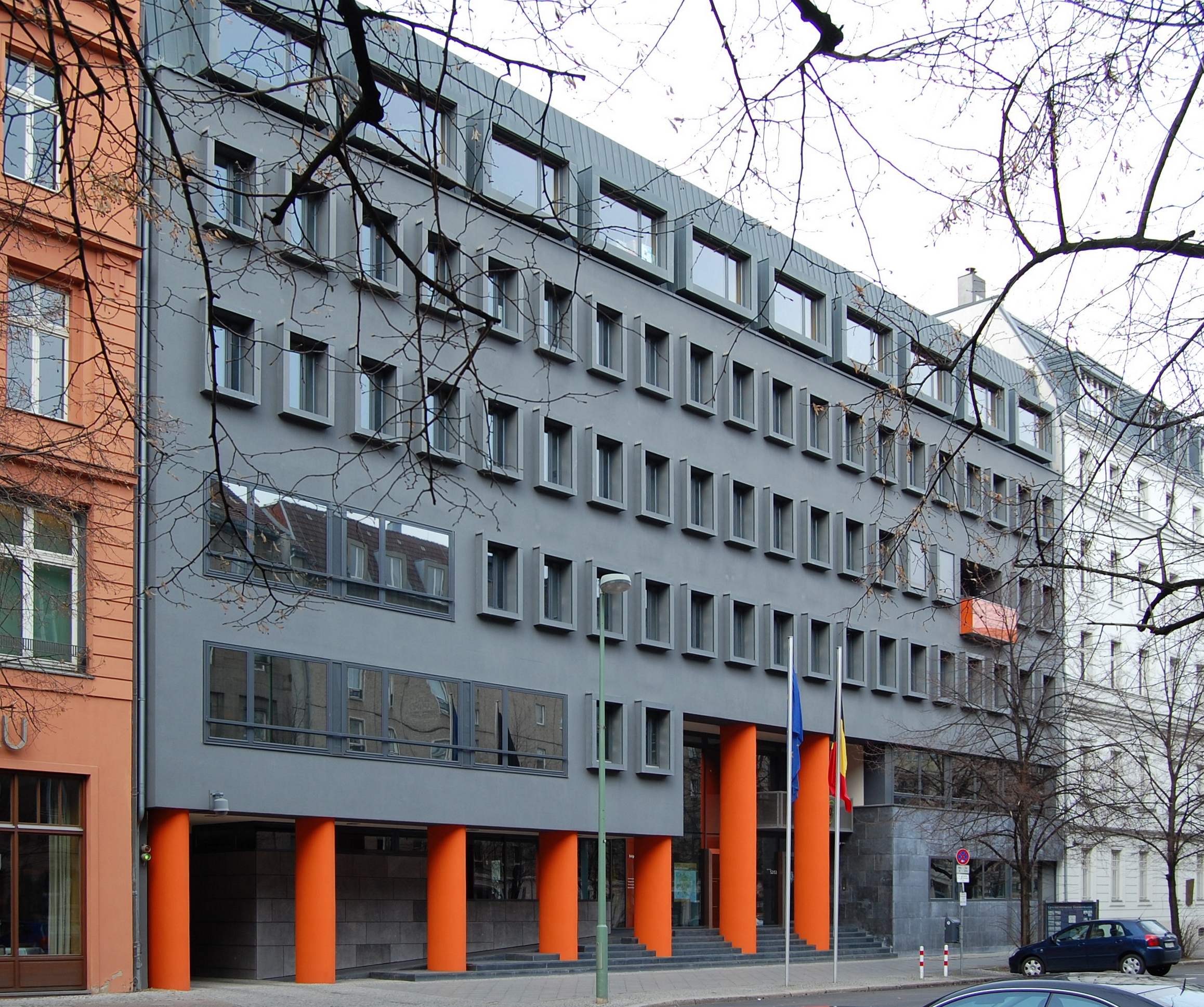
Belgische Botschaft in Berlin

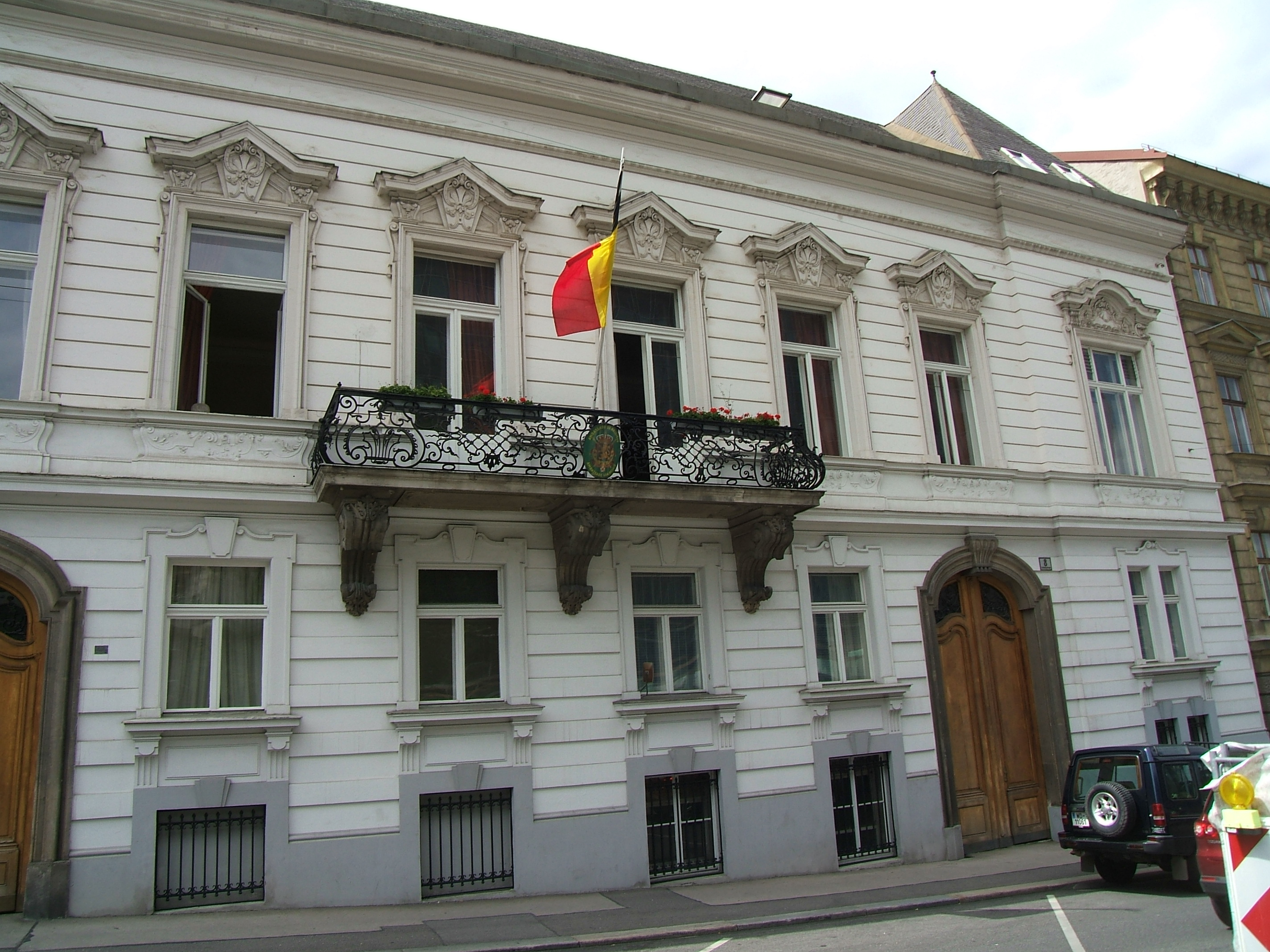
Belgische Botschaft in Wien

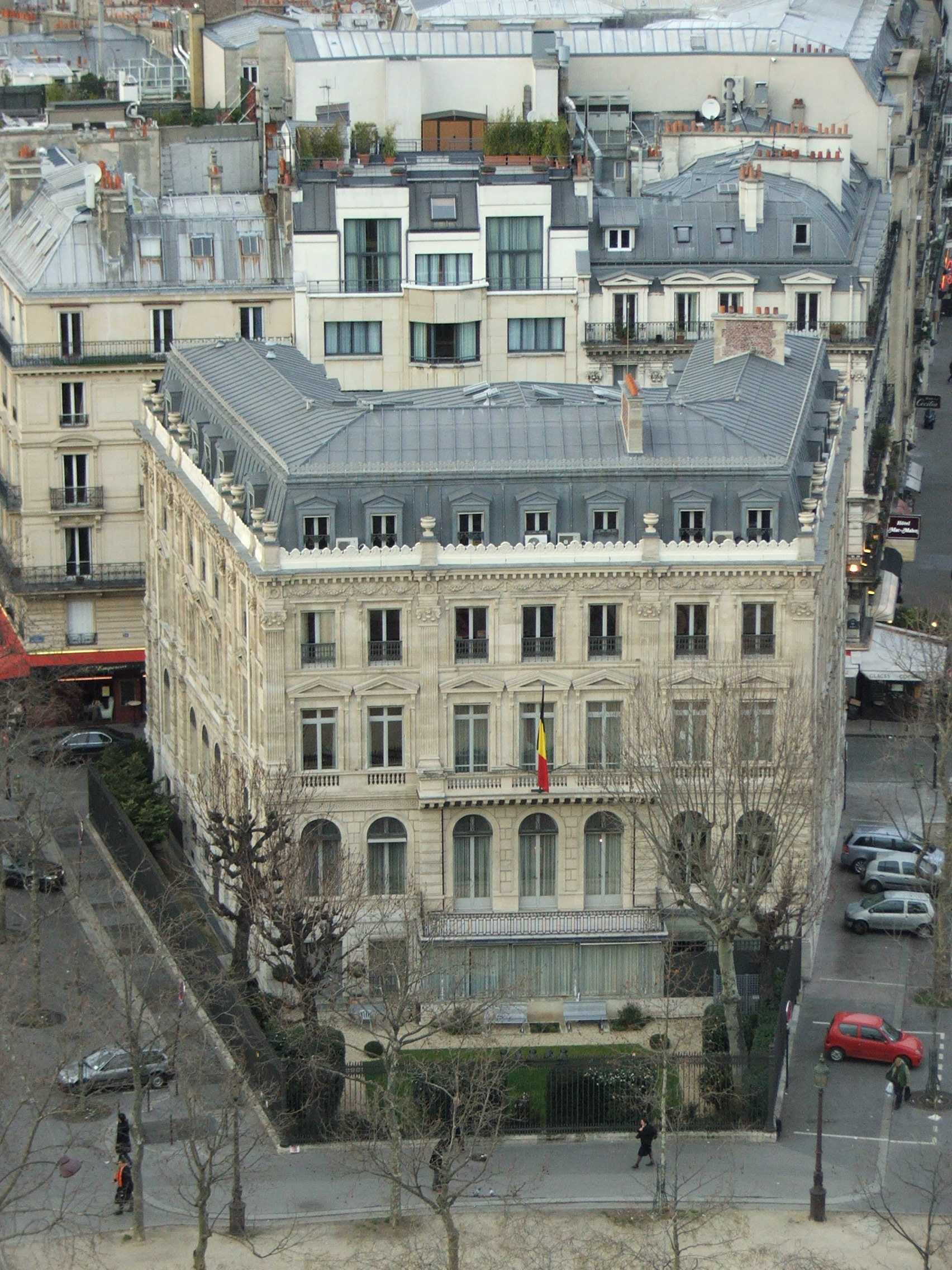
Belgische Botschaft in Paris

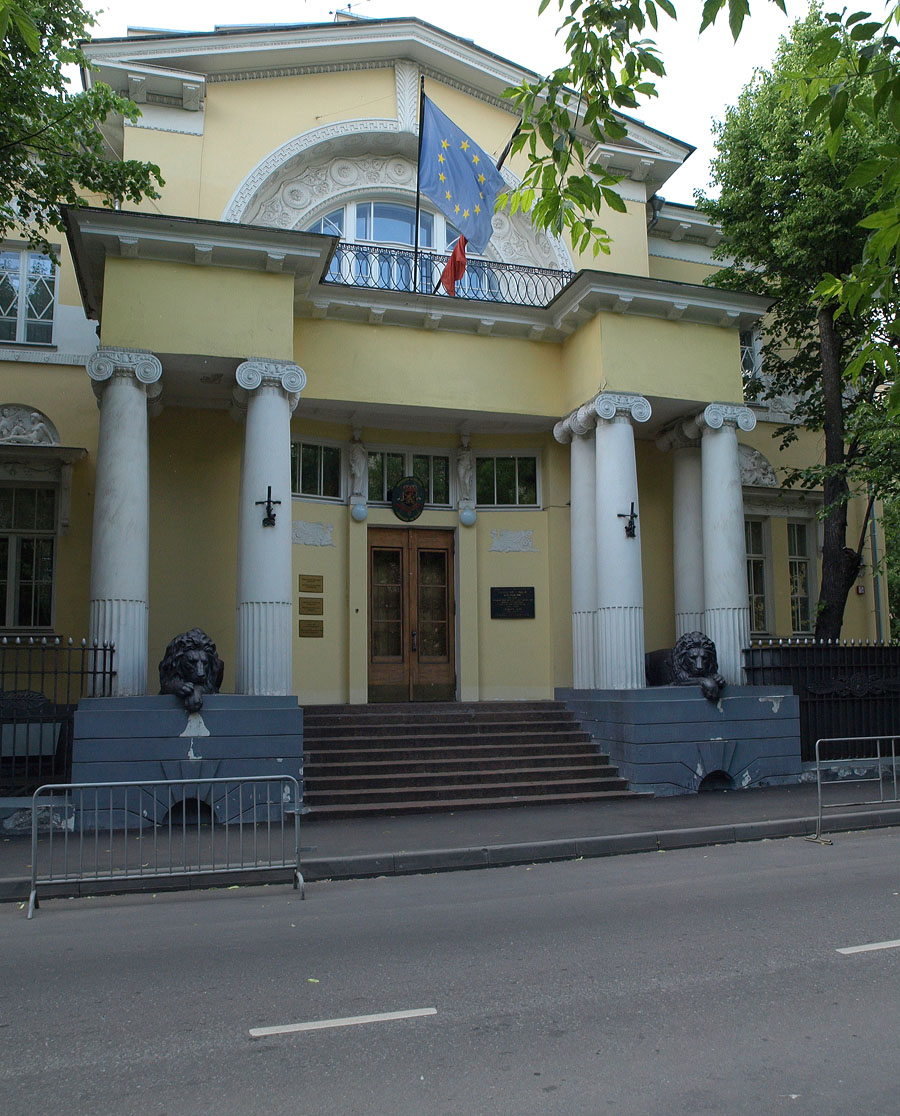
Belgische Botschaft in Moskau

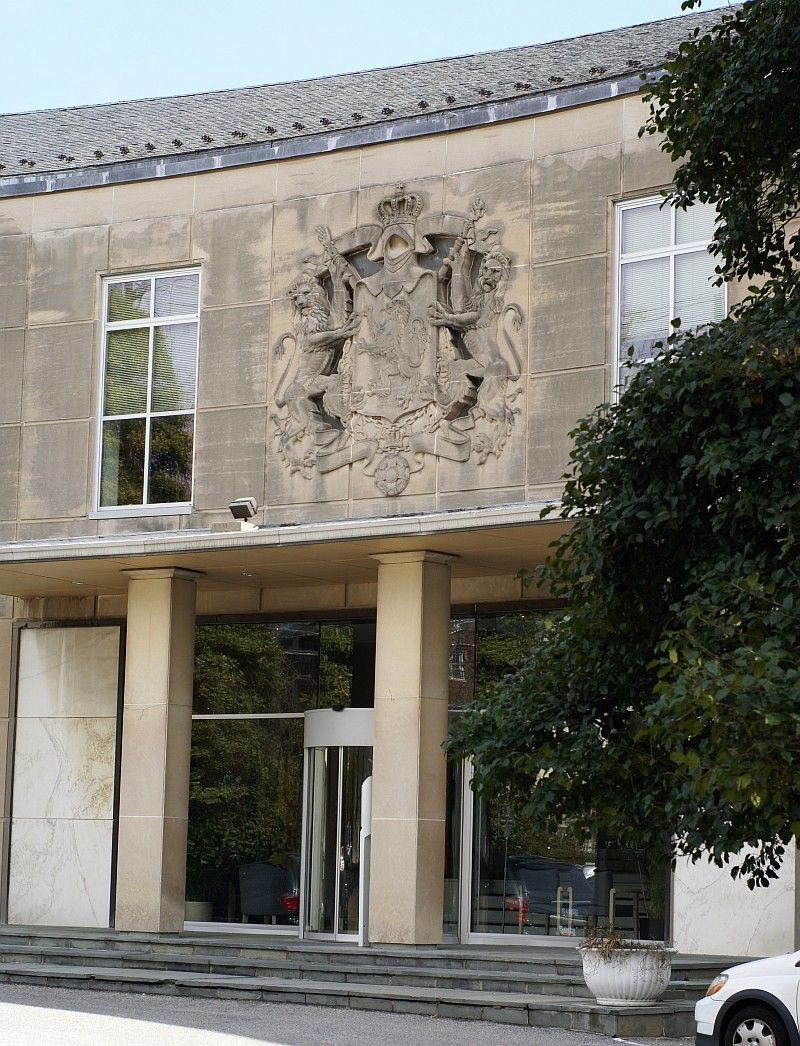
Belgische Botschaft in Washington, D.C.

### Afrika
| - Ägypten: Kairo, Botschaft - Algerien: Algier, Botschaft - Angola: Luanda, Botschaft - Äthiopien: Addis Abeba, Botschaft - Burkina Faso: Ouagadougou, Botschaft - Burundi: Bujumbura, Botschaft - Elfenbeinküste: Abidjan, Botschaft - Gabun: Libreville, Botschaft - Kenia: Nairobi, Botschaft - Demokratische Republik Kongo: Kinshasa, Botschaft - Demokratische Republik Kongo: Lubumbashi, Generalkonsulat - Kamerun: Jaunde, Botschaft - Libyen: Tripolis, Botschaft | - Mali: Bamako, Botschaft - Marokko: Rabat, Botschaft - Marokko: Casablanca, Generalkonsulat - Marokko: Tanger, Konsulat - Nigeria: Abuja, Botschaft - Ruanda: Kigali, Botschaft - Senegal: Dakar, Botschaft - Südafrika: Pretoria, Botschaft - Südafrika: Kapstadt, Generalkonsulat - Südafrika: Johannesburg, Generalkonsulat - Tansania: Daressalam, Botschaft - Tunesien: Tunis, Botschaft - Uganda: Kampala, Botschaft |

### Asien
| - Afghanistan: Kabul, Verbindungsbüro - Aserbaidschan: Baku, Botschaft - Bahrain: Manama, Konsulat - Volksrepublik China: Peking, Botschaft - Volksrepublik China: Guangzhou, Generalkonsulat - Volksrepublik China: Hongkong, Generalkonsulat - Volksrepublik China: Shanghai, Generalkonsulat - Indien: Neu-Delhi, Botschaft - Indien: Chennai, Generalkonsulat - Indien: Mumbai, Generalkonsulat - Indonesien: Jakarta, Botschaft - Iran: Teheran, Botschaft - Israel: Tel Aviv, Botschaft - Israel: Jerusalem, Generalkonsulat - Japan: Tokio, Botschaft - Jordanien: Amman, Botschaft | - Kasachstan: Astana, Botschaft - Kasachstan: Almaty, Konsulat - Katar: Doha, Botschaft - Kuwait: Kuwait, Botschaft - Libanon: Beirut, Botschaft - Malaysia: Kuala Lumpur, Botschaft - Pakistan: Islamabad, Botschaft - Philippinen: Manila, Botschaft - Saudi-Arabien: Riad, Botschaft - Singapur: Singapur, Botschaft - Südkorea: Seoul, Botschaft - Syrien: Damaskus, Botschaft - Taiwan: Taipei, Belgisches Büro - Thailand: Bangkok, Botschaft - Vereinigte Arabische Emirate: Abu Dhabi, Botschaft - Vietnam: Hanoi, Botschaft |

### Australien und Ozeanien
- Australien: Canberra, Botschaft

### Europa
| - Bulgarien: Sofia, Botschaft - Dänemark: Kopenhagen, Botschaft - Deutschland: Berlin, Botschaft - Estland: Tallinn, Botschaft - Finnland: Helsinki, Botschaft - Frankreich: Paris, Botschaft - Frankreich: Lille, Generalkonsulat - Frankreich: Straßburg, Generalkonsulat - Griechenland: Athen, Botschaft - Irland: Dublin, Botschaft - Italien: Rom, Botschaft - Kosovo: Priština, Verbindungsbüro - Kroatien: Zagreb, Botschaft - Lettland: Riga, Botschaft - Litauen: Wilna, Botschaft - Luxemburg: Luxemburg, Botschaft - Niederlande: Den Haag, Botschaft - Norwegen: Oslo, Botschaft - Österreich: Wien, Botschaft - Polen: Warschau, Botschaft - Portugal: Lissabon, Botschaft | - Rumänien: Bukarest, Botschaft - Russland: Moskau, Botschaft - Russland: St. Petersburg, Generalkonsulat - Schweden: Stockholm, Botschaft - Schweiz: Bern, Botschaft - Schweiz: Genf, Generalkonsulat - Serbien: Belgrad, Botschaft - Slowakei: Bratislava, Botschaft - Slowenien: Ljubljana, Botschaft - Spanien: Madrid, Botschaft - Spanien: Alicante, Konsulat - Spanien: Barcelona, Konsulat - Spanien: Palma, Konsulat - Spanien: Santa Cruz de Tenerife, Konsulat - Tschechien: Prag, Botschaft - Türkei: Ankara, Botschaft - Türkei: Istanbul, Generalkonsulat - Ukraine: Kiew, Botschaft - Ungarn: Budapest, Botschaft - Vereinigtes Königreich: London, Botschaft - Zypern: Nikosia, Botschaft |

### Nordamerika
| - Costa Rica: San José, Botschaft - Jamaika: Kingston, Botschaft - Kanada: Ottawa, Botschaft - Kanada: Montreal, Generalkonsulat - Kanada: Toronto, Konsulat - Kuba: Havanna, Botschaft | - Mexiko: Mexiko-Stadt, Botschaft - Vereinigte Staaten: Washington, D.C., Botschaft - Vereinigte Staaten: Atlanta, Generalkonsulat - Vereinigte Staaten: Los Angeles, Generalkonsulat - Vereinigte Staaten: New York, Generalkonsulat |

### Südamerika
| - Argentinien: Buenos Aires, Botschaft - Brasilien: Brasília, Botschaft - Brasilien: Rio de Janeiro, Generalkonsulat - Brasilien: São Paulo, Generalkonsulat | - Chile: Santiago de Chile, Botschaft - Kolumbien: Bogotá, Botschaft - Peru: Lima, Botschaft - Venezuela: Caracas, Botschaft |

## Ständige Vertretungen bei internationalen Organisationen
- Europäische Union: Brüssel, Ständige Vertretung
- Europarat: Straßburg, Ständige Vertretung
- NATO: Brüssel, Ständige Vertretung
- Vereinte Nationen: New York, Ständige Vertretung
- Vereinte Nationen: Genf, Ständige Vertretung
- Organisation für Sicherheit und Zusammenarbeit in Europa (OSZE): Wien, Ständige Vertretung
- Organisation der Vereinten Nationen für Erziehung, Wissenschaft und Kultur (UNESCO): Paris, Ständige Vertretung
- Heiliger Stuhl: Vatikanstadt, Botschaft